# Berracotherium koimeterion
Berracotherium koimeterion è un mammifero estinto, appartenente ai piroteri. Visse tra l’Eocene medio e l’Oligocene inferiore (circa 40 – 30 milioni di anni fa) e i suoi resti fossili sono stati ritrovati in Sudamerica.

## Descrizione
Questo animale è noto solo per una mandibola incompleta, ed è quindi impossibile ricostruirne l’aspetto. Dal raffronto con animali simili ma meglio conosciuti, come Pyrotherium, si suppone che Berracotherium fosse un animale dalla corporatura pesante, simile a un elefante e dotato di una corta proboscide e di zanne allungate. Le dimensioni dovevano essere superiori a quelle dell’arcaico Carolozittelia, ma inferiori a quelle di Pyrotherium. 
Berracotherium era caratterizzato da una sinfisi mandibolare grande, che si estendeva posteriormente fino al livello del primo molare. I premolari e i molari inferiori erano più lunghi che ampi, al contrario di quanto avveniva in Proticia e Pyrotherium. Il secondo molare inferiore era già bilofodonte, mentre i lofidi erano quasi uguali per ampiezza, trasversali, paralleli e quasi dritti. I lofidi, inoltre, erano completamente separati alle estremità labiali e linguali, ed erano più bassi di quelli presenti in Baguatherium, Griphodon e Pyrotherium. Erano ancora dotati di cuspidi ma già crenulati. Il talonide era dotato di una distinta cristide obliqua, che si connetteva mesialmente e labialmente ai lofidi. Questa cristide era quasi perpendicolare a entrambi i lofidi, e ancor più grande di quella degli altri piroteri, con un cingulide posteriore espanso che formava un tacco. 

## Classificazione
Berracotherium è un rappresentante dei piroteri, un gruppo di mammiferi del Cenozoico inferiore tipici del Sudamerica, dalla corporatura pesante e dalle parentele non ben chiare. In particolare, sembra che Berracotherium fosse un piroterio piuttosto derivato, all’interno di un clado comprendente anche Propyrotherium, Griphodon, Baguatherium e Pyrotherium. 
Berracotherium koimeterion venne descritto per la prima volta nel 2023, sulla base di una mandibola destra parziale, rinvenuta nella provincia di Salta in Argentina, in terreni dall’incerto orizzonte stratigrafico compreso tra l’Eocene medio e l’Oligocene inferiore, all’interno della formazione Quebrada de Los Colorados.